# Atlantique (film)
Pour les articles homonymes, voir Atlantique (homonymie).
Pour plus de détails, voir Fiche technique et Distribution.
Atlantique est un film dramatique franco-belgo-sénégalais réalisé par Mati Diop, sorti en 2019. Il est présenté en compétition officielle lors du Festival de Cannes 2019, où il remporte le Grand prix. 

## Synopsis
De jeunes ouvriers d'une banlieue populaire près de Dakar, Thiaroye, fatigués de travailler à la construction d'une tour futuriste nommée « Atlantique » sans que leur riche patron leur verse de salaire, décident de quitter leur pays en embarquant sur l'océan Atlantique.
Ada, qui doit bientôt se marier avec Omar, immigré régulier en Italie (neuf mois par an), est amoureuse de Souleiman. Tous deux doivent se retrouver ce soir-là, avec les autres garçons et filles, dans une boîte de nuit de bord de mer. Souleiman ne réussit pas à lui annoncer son départ et disparait de la ville sans donner de nouvelles. Une forte tempête balaie l'océan et la côte.
Lors de la cérémonie de mariage, le futur lit nuptial brûle, laissant l'assemblée stupéfaite. L'enquête est confiée au jeune inspecteur Issa, qui rapidement découvre qu'une participante à la fête aurait aperçu Souleiman. Suivant son instinct, il interroge Ada et la suit. Dans le même temps, des événements étranges commencent à se produire dans l'entourage du promoteur immobilier qui reçoit les visites nocturnes de « revenants », principalement féminins, venus lui réclamer les salaires dus.

## Fiche technique
- Réalisation : Mati Diop
- Scénario : Mati Diop et Olivier Demangel
- Photographie : Claire Mathon
- Montage : Aël Dallier-Vega
- Son : Benoît De Clerck
- Décors : Toma Baquéni et Oumar Sall
- Costumes : Rachèle Raoult et Salimata Ndiaye
- Musique : Fatima Al Qadiri
- Production : Judith Lou Lévy et Ève Robin
- Sociétés de production : Les Films du bal, Cinekap, Frakas Productions
- Société de distribution : Ad Vitam (France)[1]
- Pays de production :  France,  Sénégal,  Belgique[2]
- Langues originales : wolof, français
- Format : couleur — 1,66:1 — son 5.1[1]
- Durée : 105 minutes
- Dates de sortie :
  - France : 16 mai 2019 (Festival de Cannes), 2 octobre 2019 (sortie nationale)
  - Sénégal : 2 août 2019 (avant-première)[3]
  - Suisse romande : 25 septembre 2019
  - Belgique : 4 décembre 2019

## Distribution
- Mame Bineta Sane : Ada
- Amadou Mbow : inspecteur Issa
- Ibrahima Traoré : Souleiman
- Nicole Sougou : Dior
- Aminata Kané : Fanta
- Mariama Gassama : Mariama
- Coumba Dieng : Thérèse
- Abdou Balde : Cheikh
- Ibrahima Mbaye Thié : commissaire Moustapha
- Diankou Sembene : M. Ndiaye
- Babacar Sylla : Omar

## Production

### Genèse et développement
Auteure de nombreux courts et moyens métrages, l'actrice et réalisatrice Mati Diop réalise avec ce film son premier long métrage, dont certains thèmes du scénario – les migrations subsahariennes, le désœuvrement de la jeunesse africaine – avaient en 2009 déjà fait l'objet d'un court métrage quasi-homonyme intitulé Atlantiques,. S'appuyant sur ce travail, elle développe le scénario d'un long métrage dans lequel elle s'attache particulièrement à l'histoire des femmes qui restent seules au Sénégal lorsque les hommes émigrent.

### Tournage

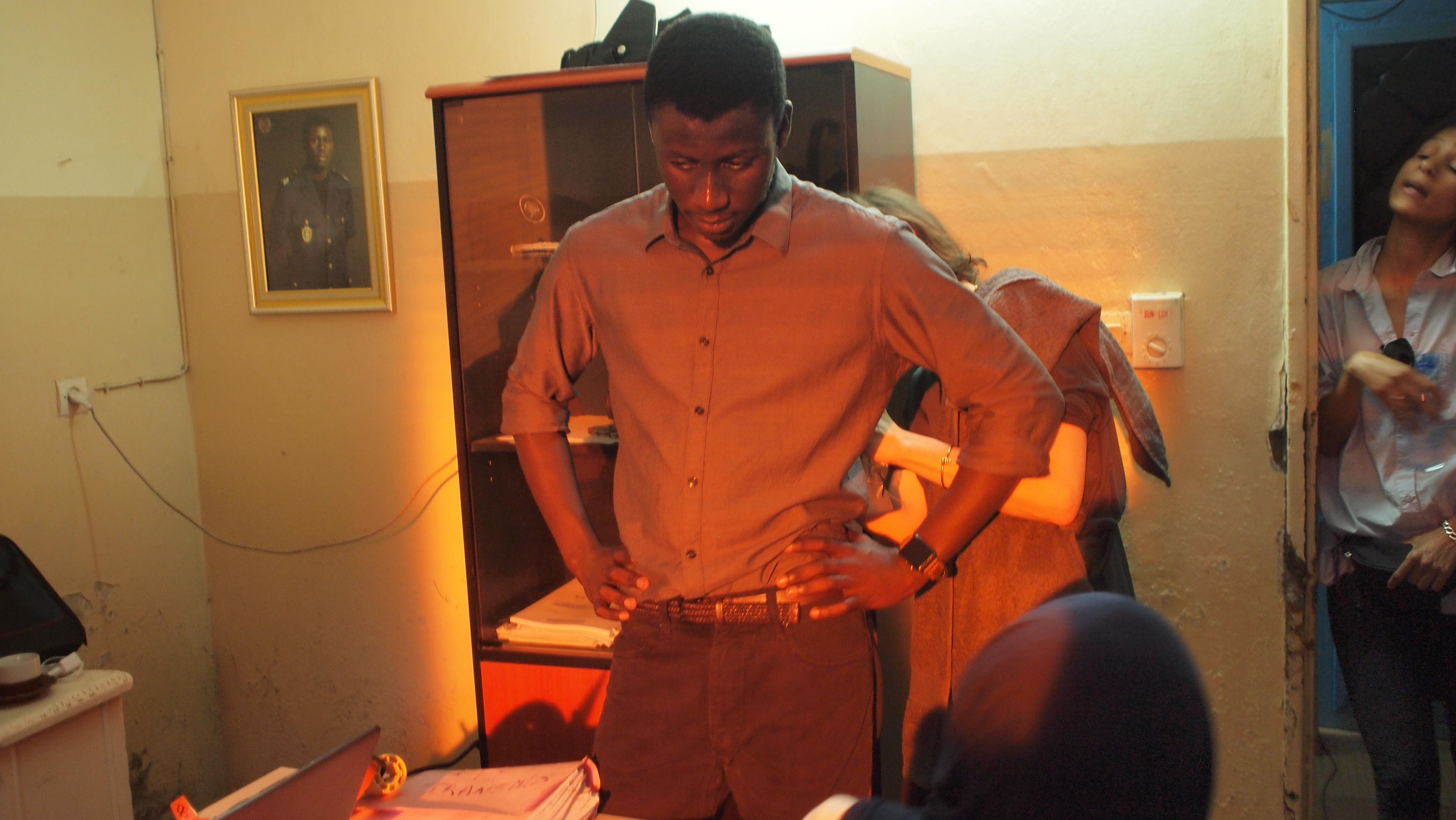
L'acteur principal Amadou Mbow et la réalisatrice Mati Diop lors du tournage en 2018.

Le tournage du film se déroule de mars à mai 2018 dans la ville de Thiaroye près de Dakar au Sénégal.

## Accueil critique
Pour Julien Gester et Luc Chessel de Libération, « la Franco-Sénégalaise Mati Diop réalise un premier long métrage renversant, évocation fantastique d'une jeunesse dakaroise tentée par le départ. […] Par l'attention à des gestes simples, de rudimentaires jeux de lumières et des trucages aussi sobres que le divorce des voix et des êtres, Atlantique ouvre sur des abîmes de profondeur méditative à l'endroit de chaque figure et de chaque lieu, dont il enregistre d'abord la matérialité avant d'en visiter les multiples vies possibles. »
Pour Véronique Cauhapé du Monde, « au troisième jour du Festival, un océan est venu engloutir puis hanter le bord de mer cannois. Atlantique s'est abattu avec la force d'une marée de pleine lune. Il est ainsi des films qui marquent d'emblée la rétine et occupent l'esprit longtemps après l'avoir touchée. »
Au total, le site Allociné recense vingt-neuf critiques presse, pour une moyenne de 3,3⁄5.

## Distinctions
Le 18 mars 2019, Atlantique est retenu en compétition officielle lors du Festival de Cannes 2019 après avoir, dans un premier temps, fait partie de la sélection Un certain regard. Cette sélection fait de Mati Diop la première cinéaste d'ascendance africaine retenue en compétition officielle. Après la présentation le 16 mai 2019, le film est bien reçu par la critique. Il sera primé en remportant notamment le Grand prix du jury.

### Récompenses
- Festival de Cannes 2019
  - Grand prix[11]
  - Prix CST de l'artiste technicien, mention spéciale pour Claire Mathon la directrice de la photographie du film[12]
- Teranga movies awards 2019/2020 : meilleur long métrage de fiction
- Festival du film de Londres 2019 : meilleur premier film[13],[14]
- Journées cinématographiques de Carthage 2019 :
  - Tanit d’argent pour les longs-métrages
  - Tanit de la meilleure musique

### Nominations
- César 2020 : 
  - Meilleur premier film
  - Meilleur espoir féminin pour Mame Bineta Sane